# Зала слави хокею
Зала слави хокею (англ. Hockey Hall of Fame, фр. Temple de la renommée du hockey) — музей і зала слави у Торонто, Онтаріо, Канада, присвячена історії розвитку хокею із шайбою. У залах галерії містяться експозиції про гравців, команди, рекорди Національної хокейної ліги (НХЛ), а також пам'ятні речі й трофеї НХЛ, включно з головним трофеєм ліги — Кубок Стенлі. 
Залу слави хокею засновано 1943 року у Кінгстоні (Онтаріо) за ініціативою хокейного ентузіаста-канадця Джеймса Т. Сатерленда. Перші члени, удостоєні честі потрапити до Зали, були визначені ще до того як зала отримала постійне приміщення у1945. Зала слави переїхала до Торонто у 1958 році після того як НХЛ відмовилася фінансувати її функціонування у Кінгстоні. Першим постійним приміщенням Зали слави хокею у 1961 році став виставковий комплекс Exhibition Place у Торонто. До 1993 року виставка розрослася і її експозицію перенесли до колишньої будівлі Банку Монреаля за адресою Янг-стріт, 30, де вона понині.
Введення до Зали слави відбувається щороку у червні, коли комітет, що складається з 18 осіб, зокрема гравців та тренерів, проводить засідання, на якому визначає гравців, суддів та видатних хокейних особистостей, достойних поповнити лави членів Зали. До категорії видатних хокейних особистостей належать тренери, менеджери, коментатори, власники команд та інші особи, які долучилися до розвитку хокею. Щорічна офіційна церемонія включення проходить у будівлі Зали слави у листопаді. Після церемонії відбувається спеціальна «Гра Зали слави хокею» між місцевою командою «Торонто Мейпл-Ліфс» та командою гостей. 2008 року Зала слави нараховувала загалом 244 гравці, 98 видатних особистостей та 15 суддів. Зазвичай, основну кількість видатних людей, що обираються до Зали слави, складають ті гравці і судді, які виступали у Національній хокейній лізі та з моменту завершення кар'єри яких пройшло три повних сезони. Цензом для можливого включення гравців до Зали слави є 500 зіграних в НХЛ матчів для воротарів і 800 — для захисників і нападників.

## Історія

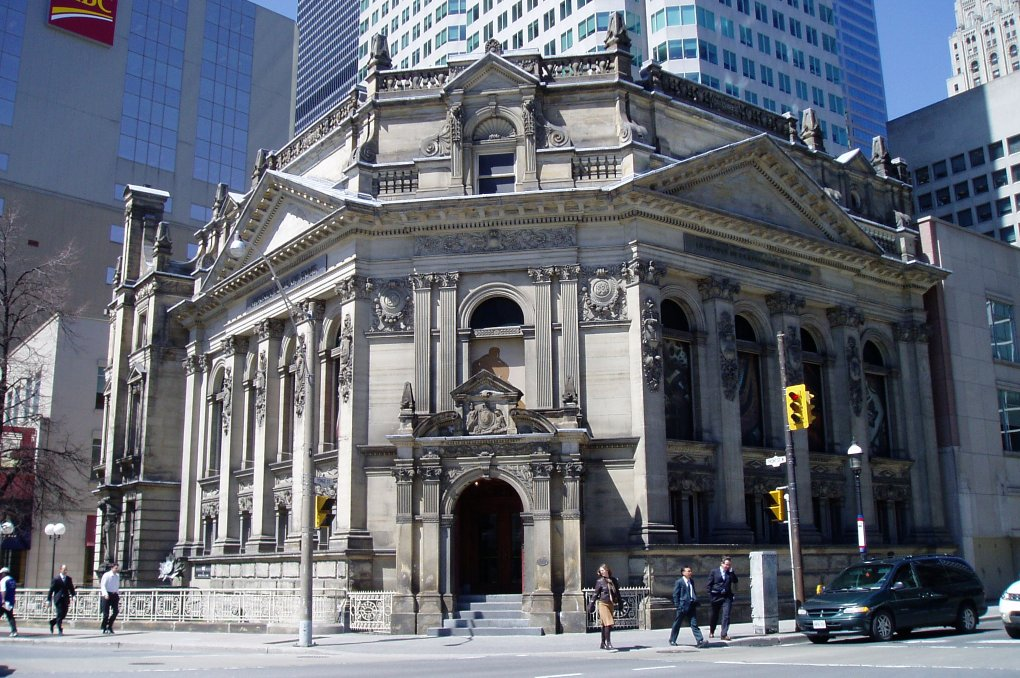
Зала слави хокею розташована на розі вулиць Фронт і Янг в центрі Торонто

Зала слави хокею була заснована завдяки зусиллям Джеймса Т. Сатерленда, колишнього президента Канадської асоціації аматорського хокею (КАХА). Сатерленд прагнув заснувати її в Кінгстоні (Онтаріо), оскільки вважав його місцем народження хокею. 1943 року НХЛ і КАХА досягли угоди про відкриття Зали слави у Кінгстоні. Названа «Міжнародною залою слави хокею», вона була призначена для вшанування великих гравців та збирання коштів для придбання свого постійного приміщення. Перші одинадцять членів Зали слави були представлені у квітні 1945 року, попри те, що Зала слави на той час ще не мала постійної резиденції. 1955 року Сатерленд помер, а Кінгстон, відповідно, втратив людину, яка відстоювала його інтереси як міста розташування Зали слави.

До 1958 року Зала слави хокею все ще не зібрала достатньо коштів для будівництва власної будівлі в Кінгстоні. Кларенс Кемпбелл, президент НХЛ, втомився чекати початку будівництва та припинив надавати підтримку Залі У Кінгстоні. Того ж року, НХЛ і Канадська національна виставка (КНВ) дійшли згоди щодо розміщення приміщення Зали слави хокею у Торонто, разом із Канадської спортивною залою слави. Тимчасова Зала слави хокею відкрила свої експозицію У приміщені Канадської спортивної зали слави у серпні 1958 року. Лише під час щорічного ярмарку, що проводиться виставкою, того року її відвідало 350 тисяч осіб. Через успіх експозиції НХЛ і КНВ вирішили, що вона має бути постійною. НХЛ погодилась повністю оплатити будівництво нової будівлі на території виставкового комплексу, яке почалось 1960 року. 

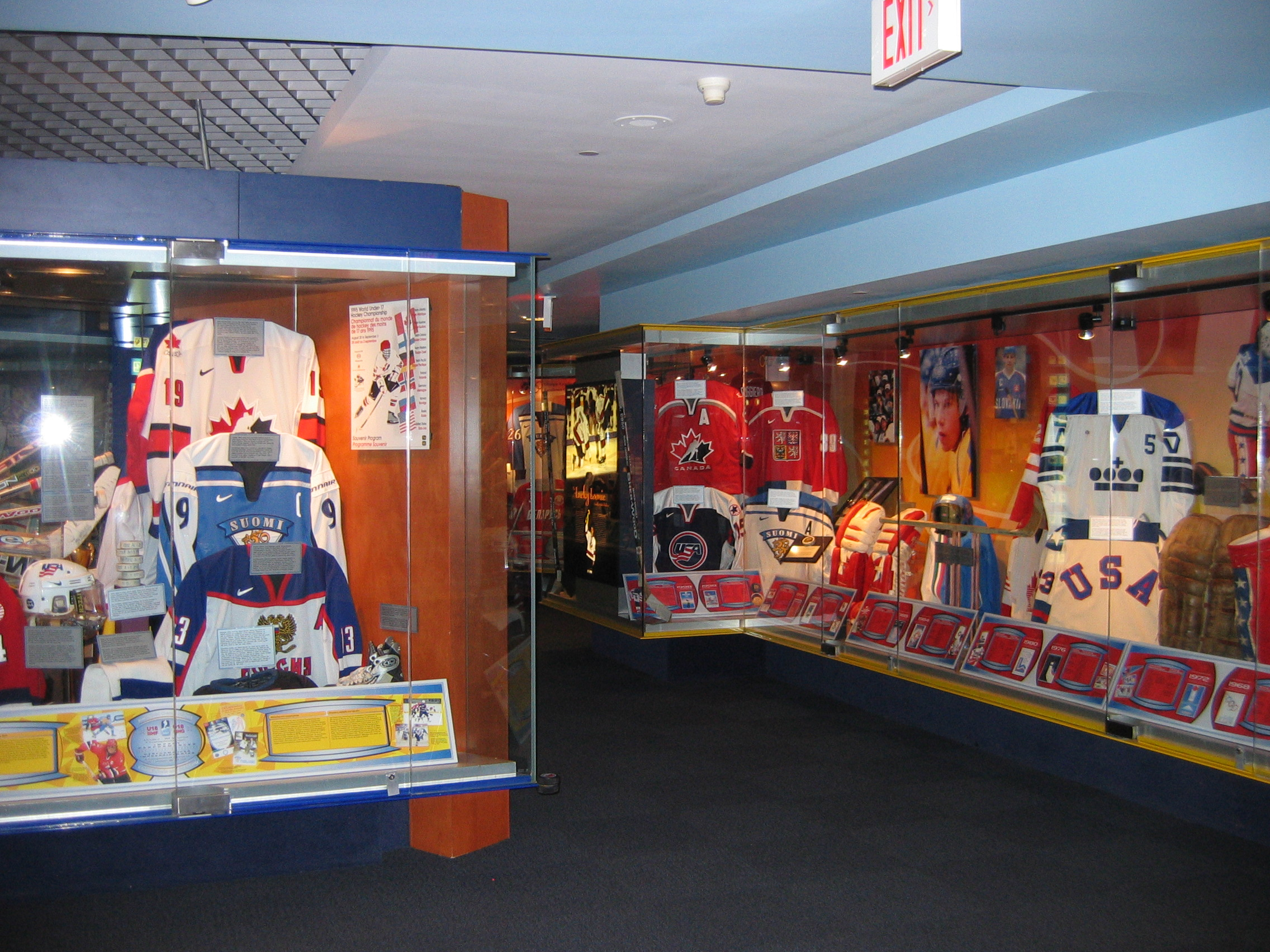
«Зона світового хокею», відкрита 1998 року і присвячена міжнародному та олімпійському хокею

 Перша постійна експозиція була відкрита 26 серпня 1961 року прем'єр-міністром Канади Джоном Діфенбейкером. Понад 750 тисяч осіб відвідали Залу слави у рік її відкриття, вхід до Зали залишався вільним аж до 1980 року.
1986 року Зала слави хокею знову стикнулася з браком виставкових площ і рада директорів ухвалила рішення про необхідність нової будівлі для її розміщення. Будівлю у виставковому комплексі було зачинено в 1992 році. Відразу після цього розпочалися роботи на новому місці, у колишній будівлі банку Монреаля на розі торонтських вулиць Янг і Фронт. Будівлю, яка наразі є частиною Брукфілд Плейс, було збудовано за проектом архітекторів Френка Дарлінга та С. Джорджа Каррі. Нова Зала слави хокею, яку офіційно відкрили 18 червня 1993 року, включає 4.700 м² виставкової площі, що у сім разів більше тієї, що була раніше. Наразі Зала слави щороку приймає понад 300 тисяч відвідувачів .

## Діяльність та організація
Першим куратором нової Зали слави став Боббі Г'юїтсон. Після виходу Боббі Г'юїтсона на пенсію в 1967 році, його замінив Лефті Рід, який пробув на цій посаді 25 років і вийшов на пенсію в 1992 році. Слідом за ним пост зайняв колишній суддя НХЛ Скотті Моррісон, котрий був президентом зали слави з 1986 року. Моррісон був відповідальним за переїзд зали слави.
Спочатку спонсорами зали слави хокею виступали НХЛ і Хокей Канади, а головним джерелом доходу — продані квитки. Сьогодні зала слави хокею є громадською організацією «Хокейна зала слави та музей» (ХЗСМ), незалежної від НХЛ. Нею керують голова ради директорів Білл Гей і президент Джефф Деномм.

## Експозиції

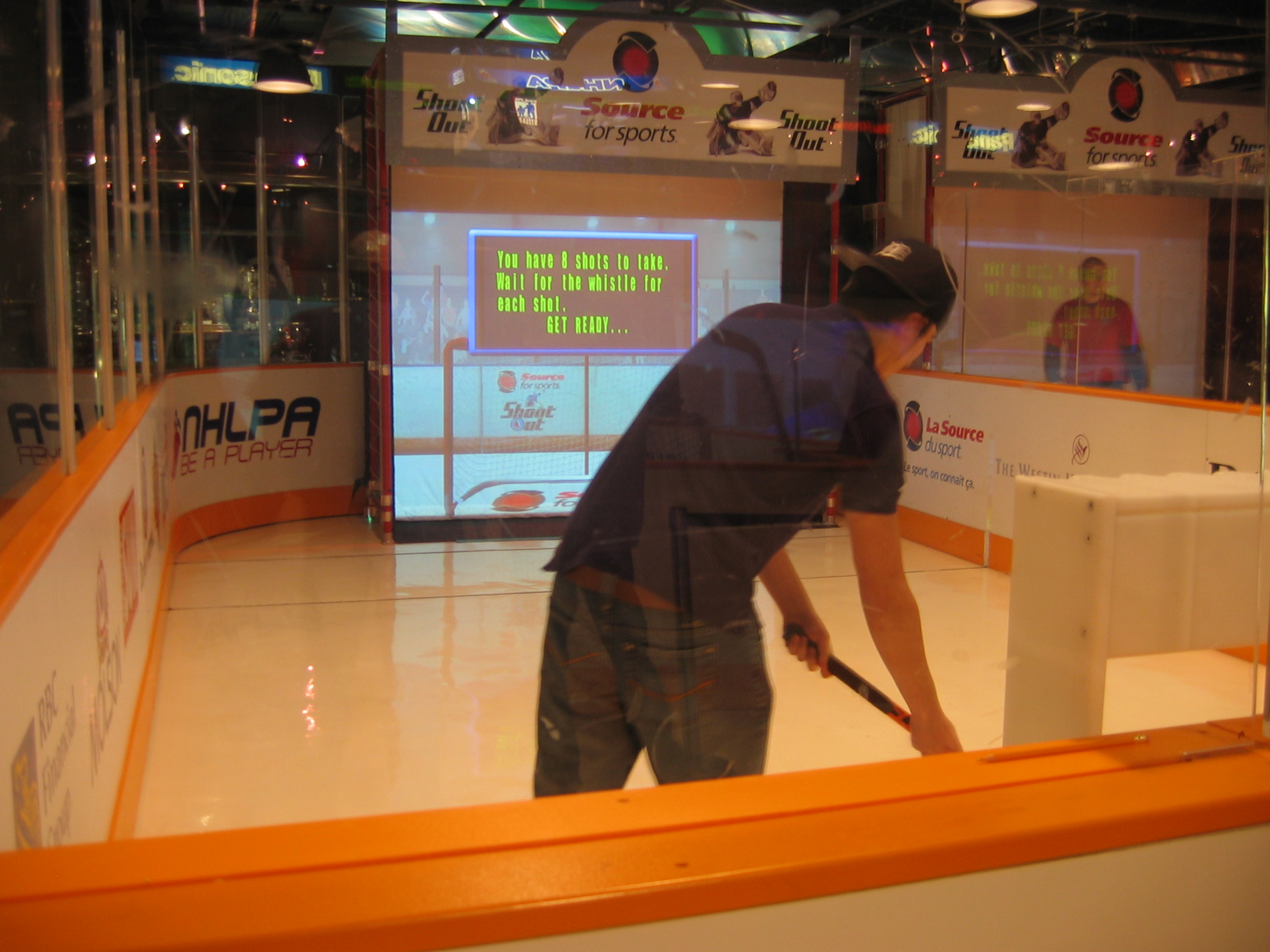
Зона «Будь гравцем»

Зала слави хокею включає у себе 15 виставкових залів загальною площею 5.300 м². Увазі відвідувачів представлені різноманітні трофеї, пам'ятні знаки та спортивний інвентар гравців, з яким вони брали участь в особливих матчах. У центральній кімнаті Зали слави, відомій як «Велика Зала MCI» або «Храм хокейних ікон», містяться портрети та біографії усіх членів Зали слави. Центральне місце цієї кімнати займає Кубок Стенлі або його копія, коли сам кубок знаходиться поза межами Зали слави. Перша версія кубка, старі нагородні кільця та поточні трофеї Національної хокейної ліги розташовані у банківському сховищі, куди також можна потрапити з Великої Зали MCI. Саме у цій кімнаті щороку проходить церемонія включення до Зали слави.
«Зона НХЛ» — велика експозиція, присвячена виключно НХЛ. Інформація про сучасних гравців та команди представлена у залі «НХЛ сьогодні», у той час, як пам'ятні речі та інформація про усі колишні та сучасні команди Ліги розташована у залі «НХЛ ретро». Зала «Легенд НХЛ» являє собою експозицію про членів зали слави, а зала «Пам'ятних віх НХЛ» нагадує про важливі рекорди, включаючи рекорд Деррілла Сіттлера (10 набраних очок за один матч) та рекорд Вейна Грецкі з найбільшої кількості набраних очок за кар'єру. Зала «Династії Кубка Стенлі» має експозицію, що збірігає пам'ятні речі про склади команд дев'яти клубів, які вважаються династіями через своє домінування у НХЛ впродовж декількох років певного періоду. У цій експозиції предаствлена копія роздягальні команди «Монреаль Канадієнс», яка знаходилася у старій арені Монреаль Форум. Секція «Panasonic Hometown Hockey» присвячена походженню хокею; а також включає експонати та інформацію про різноманітні ліги, у тому числі жіночі хокейні ліги та ліги для інвалідів. Тут також розташовуються тимчасові тематичні експозиції, зокрема тут була розміщена експозиція з понад 2000 пам'ятних речей Вейна Грецкі.
Інтерактивні експозиції представлені у зоні «Будь гравцем». Атракціон «Source For Sports Shoot Out» дозволяє відвідувачам робити кидки справжньою шайбою по воротам комп'ютерної моделі Еда Бельфура. На подібному атракціоні «Lay's Shut Out», відвідувачі навпаки грають на позиції воротаря та відбивають кидки комп'ютерних моделей Вейна Грецкі та Марка Мессьє. Експозиція «Зона телетрансляцій TSN/RDS» дає уявлення про те, як відбуваються телевізійні хокейні трансляції.
Попри те, що велика кількість експозицій Зали слави хокею присвячена НХЛ, вона також містить велику секцію, присвячену гравцям і лігам за межами Північної Америки. 29 червня 1998 року на кошти Королівського канадського монетного двору була відкрита «Зона світового хокею». Зала загальною площею 300 м² присвячена міжнародному хокею, включаючи Олімпійські ігри та чемпіонати світу, а також має інформацію про всі країни-члени Міжнародної федерації хокею.

## Зала слави

### Обрання членів

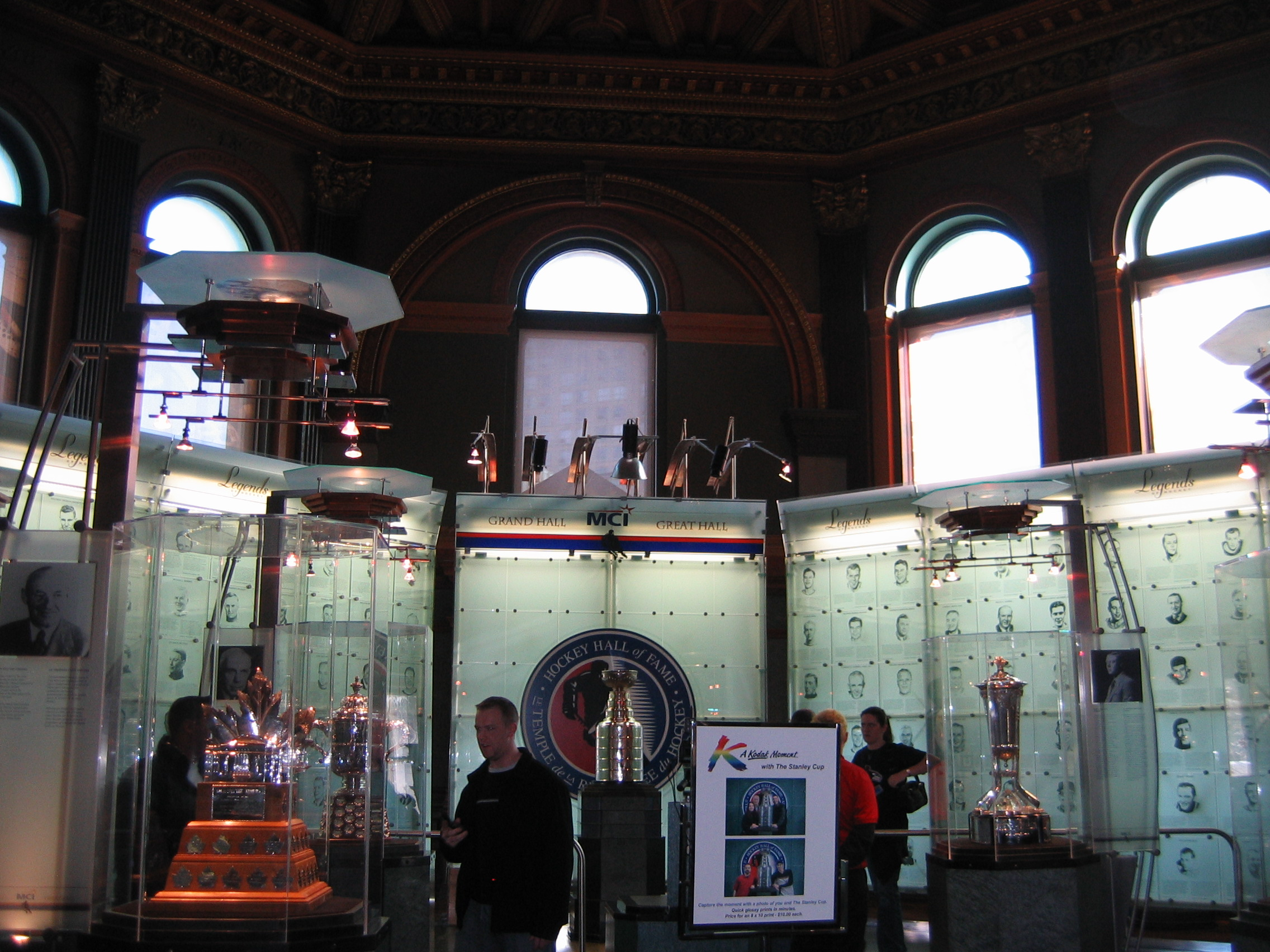
Велика зала, в якій містяться портрети кожного члена, а також виставлені всі трофеї НХЛ

Станом на 2009 рік, нові члени Зали слави обираються за трьома категоріями: гравці, видатні особистості та судді. Категорія видатних особистостей включає тренерів, коментаторів, менеджерів та власників команд, а також інших осіб, чия діяльність сприяла розвитку хокею. Категорія суддів була додана 1961 року. Крім того, у 1988 році була додана окрема категорія для гравців-ветеранів, метою створення якої було надати можливість потрапити до Зали слави гравцям, які вже припинили виступи і чий внесок у розвиток гри свого часу, можливо, був недооцінений. Одинадцять гравців були включені до цієї категорії Зали слави до того як у 2000 році Рада директорів скасувала її і об'єднала з основною категорією гравців.
Кандидати для включення до Зали слави висуваються комітетом, що складається з 18 осіб. До складу комітету входять діючі члени Зали слави хокею, хокейні функціонери та жуналісти. Передбачається, що склад комітету представляє «усі регіони світу, де популярний хокей», і включає щонайменше одного представника, добре обізнаного у міжнародних хокейних справах та одного представника з високим рівнем знань у сфері аматорського хокею. Члени комітету призначаються Радою директорів на трирічний термін, при цьому щороку проходить оновлення складу комітету на третину — відбувається перепризначення шести його членів. У березні 2009 року виборчий комітет складався зі співголів Джеймса М. Грегорі та Пета Квіна, а також Скотті Боумена, Девіда Бранча, Коліна Кемпбелла, Джона Девідсона, Еріка Духащека, Ян-Ейка Едвінссона, Майка Емріка, Майкла Фарбера, Майка Гартнера, Діка Ірвіна, Ленні Макдональда, Івона Педно, Сержа Савара, Гаррі Сіндена, Петера Штястни та Білла Торрея
Щороку кожен член комітету може номінувати лише одну людину в кожній категорії. Номінації мають бути подані голові Ради директорів до 15 квітня. Згодом, у червні відбувається зустріч комітету, на якій проходить серія таємних голосувань і кандидати, за яких проголосувало 75% виборчого комітету включаються до Зали слави. Якщо не вдалося набрати квоту на вступ у першому раунді, то проводиться серія голосувань на вибування. Претенденти, що набрали менше 50% голосів автоматично вибувають із розгляду у поточному році. Голосування триває допоки кількість претендентів не досягне квоти, або поки в усіх претендентів, що залишились не буде між 50% і 75% голосів «за». Щорічні квоти щодо кількості нових членів Зали слави обмежені чотирма гравцями, двома видатними особистостями та одним суддею. Аби мати можливість бути номінованими, гравці та судді мають завершити кар'єру щонайменше за три роки до номінації. Це обмеження не стосується видатних особистостей.

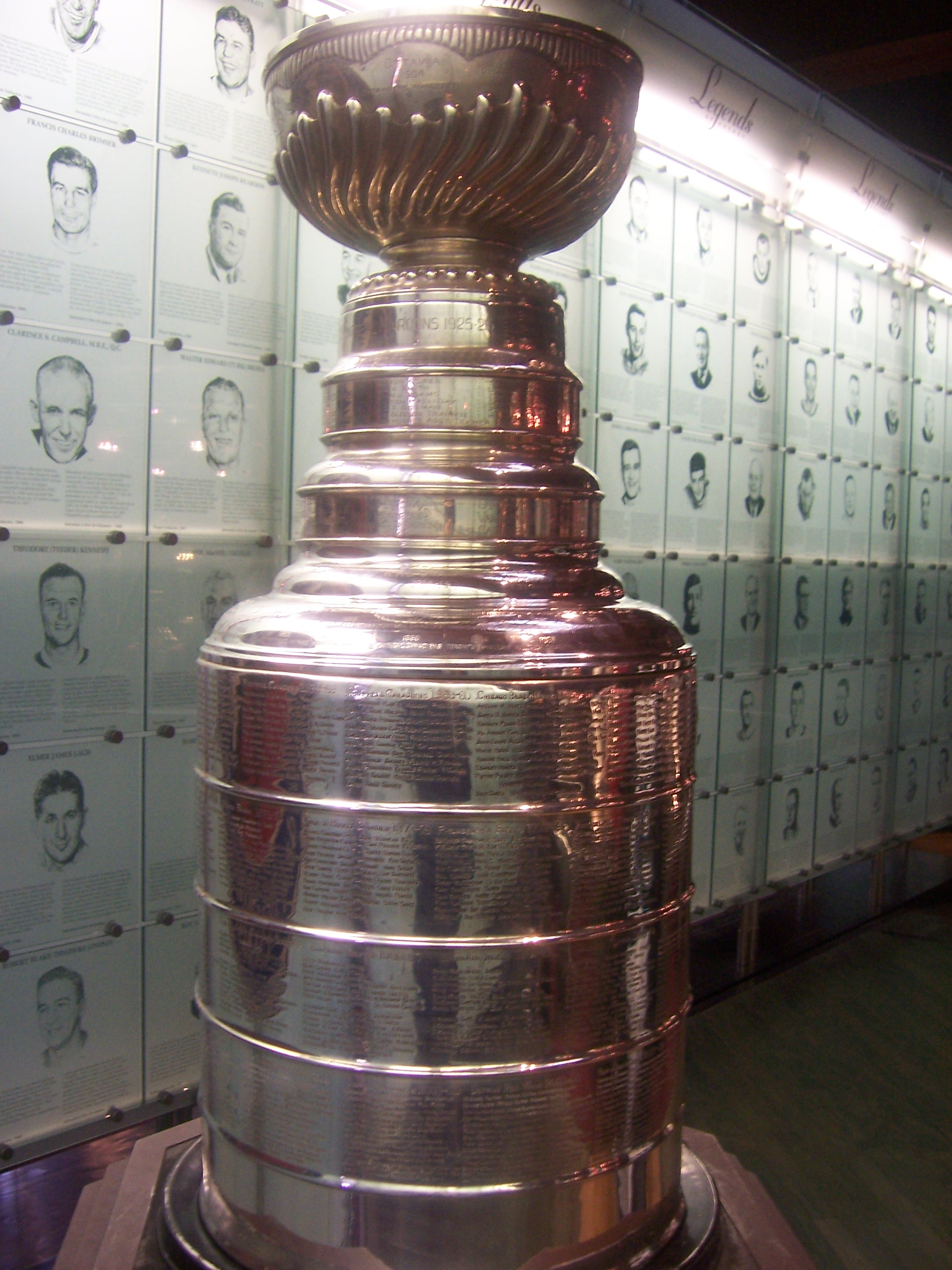
Кубок Стенлі, виставлений у Великій залі

Вимога щодо дотримання трирічного терміну з моменту завершення активної кар'єри не була дотримана лише для десятьох гравців, які таким чином були визнані особливо видатними хокеїстами; останнім серед «виключень» став Вейн Ґрецкі, обраний 1999 року. Після обрання Ґрецкі рада директорів вирішила, що подальші виключення з правила трьох років можливі лише за існування «певних людських обставин». Три члени Зали слави після здобуття цього почесного звання (та, відповідно, попереднього завершення кар'єри) поверталися до Національної хокейної ліги як гравці: Горді Хоу, Гі Лафлер та Маріо Лем'є.
31 березня 2009 року Зала слави хокею оголосила про нові доповнення до правил включення, які почали діяти з 1 січня 2010 року. Починаючи з 2010 року чоловіки та жінки обираються до Зали слави окремо, квота жінок-гравців, що можуть бути обрані, складає дві на рік. Також за новими правилами член Зали слави з категорії визначних особистостей необов'язово має бути тренером, менеджером або президентом аби бути включеним до неї. Хоча визначні особистості та судді продовжують розглядатися як дві окремі категорії, вони мають спільну квоту на включення до Зали — 2 особи на рік. Відтепер Рада директорів Зали проводитиме регулярні зустрічі щонайменше один раз на п'ять років з метою розгляду потенційних змін у розмірі квот на розширення Зали славу по кожній з категорій.
Також існує категорія «Медіа», в рамках якої Асоціація професіональних хокейних журналістів вручає «видатним представникам газетної професії, чиї слова прославили журналістику та хокей» Пам'ятну нагороду Елмера Фергюсона . У свою чергу Асоціація трансляторів НХЛ проводить вручення Пам'ятної нагороди Фостера Х'юїтта, яку отримують «представники радіо- та телеіндустрії, які протягом своєї кар'єри у транслюванні хокею зробили видатний внесок у цю професію та розвиток гри». Голосуванням за обидві нагороди керують відповідні асоціації. Попри те, що категорія «Медіа» не вважається повноцінною, вона має власну експозицію у Залі слави. Церемонії нагородження цими нагородами проходять окремо від церемоній включення до Зали слави. Деякі володарі нагород для представників ЗМІ, включаючи Фостера Х'юїтта, були також обрані до Зали слави хокею в категорії визначних персоналі.

### Церемонія включення
З 1959 по 1974 рік церемонія включення до Зали слави проходла у її приміщенні. Протягом 1975 — 1979 років її проводили у торонтському готелі Ройял Йорк. З 1980 по 1992 рік церемонія включення проходила у різних місцях Торонто, виключення склали 1986, 1987 та 1991 роки, коли церемонія відбувалася у Ванкувері, Детройті та Оттаві відповідно. З 1993 року церемонія включення знову проходить у приміщенні Зали слави. 1999 року церемонія включення вперше транслювалася по телебаченню, по каналу The Sports Network. У 1999 році була заснована традиція проведення «Гри Зали слави хокею» — змагання між командою «Торонто Мейпл-Ліфс» та командою гостей, перед яким відбувається спеціальна церемонія вшанування нововключених членів Зали слави. Багато функціонерів хокейної ліги вважають, що церемонія має проходити у день, коли немає матчів НХЛ. У такому випадку відвідати гру та взяти у ній участь зможе більша кількість зірок хокею.

### Критика
Протягом історії існування Зала слави хокею неодноразово ставала об'єктом критики. Зокрема, вона піддавалася критиці через те, що на початку 2000-х років «через нестачу справді великих» до неї було включено декілька кандидатур сумнівної значимості. 
Окрім цього, вважається, що Зала занадто сфокусована на гравцях НХЛ та приділяє мало уваги зіркам міжнародного хокею, являючи собою скоріше «Залу слави НХЛ», а не «Залу слави хокею». Не в останню чергу через ці обвинувачення Зала слави відкрила галерею міжнародного хокею. Зокрема, 2005 року до Зали слави був введений російський хокеїст Валерій Харламов, який став одним з небагатьох членів Зали сучасного періоду, що ніколи не виступали у НХЛ. 
Також Зала слави хокею критикувалася за нехтування гравцями Всесвітньої хокейної асоціації та занадто велике представництво гравців так званої «великої шістки» (шести команд початкового складу НХЛ з 1942 по 1967 рік). Декілька років Залу слави критикували за відсутність представництва жіночого хокею, після чого Зала слави оголосила про впровадження окремої квоти для жінок-хокеїсток.
Однією з найбільш широко обговорюваних кандидатур на включення до Зали слави протягом значного періоду часу лишається Пол Гендерсон, автор переможної шайби у вирішальному матчі хокейної серії ігор 1972 року між Канадою і СРСР. Ця шайба є одним із найвідоміших моментів в історії не лише хокею, але й усього канадського спорту. Історичне значення цієї окремої події не викликає жодних сумнівів, однак загальна статистика Гендерсона у НХЛ не витримує порівняння з аналогічною статистикою гравців, що увійшли до Зали слави. Питання, чи може один епізод бути підставою для включення до Зали слави, викликає велику кількість дебатів у вболівальницьких та журналістських колах.

### Скандали

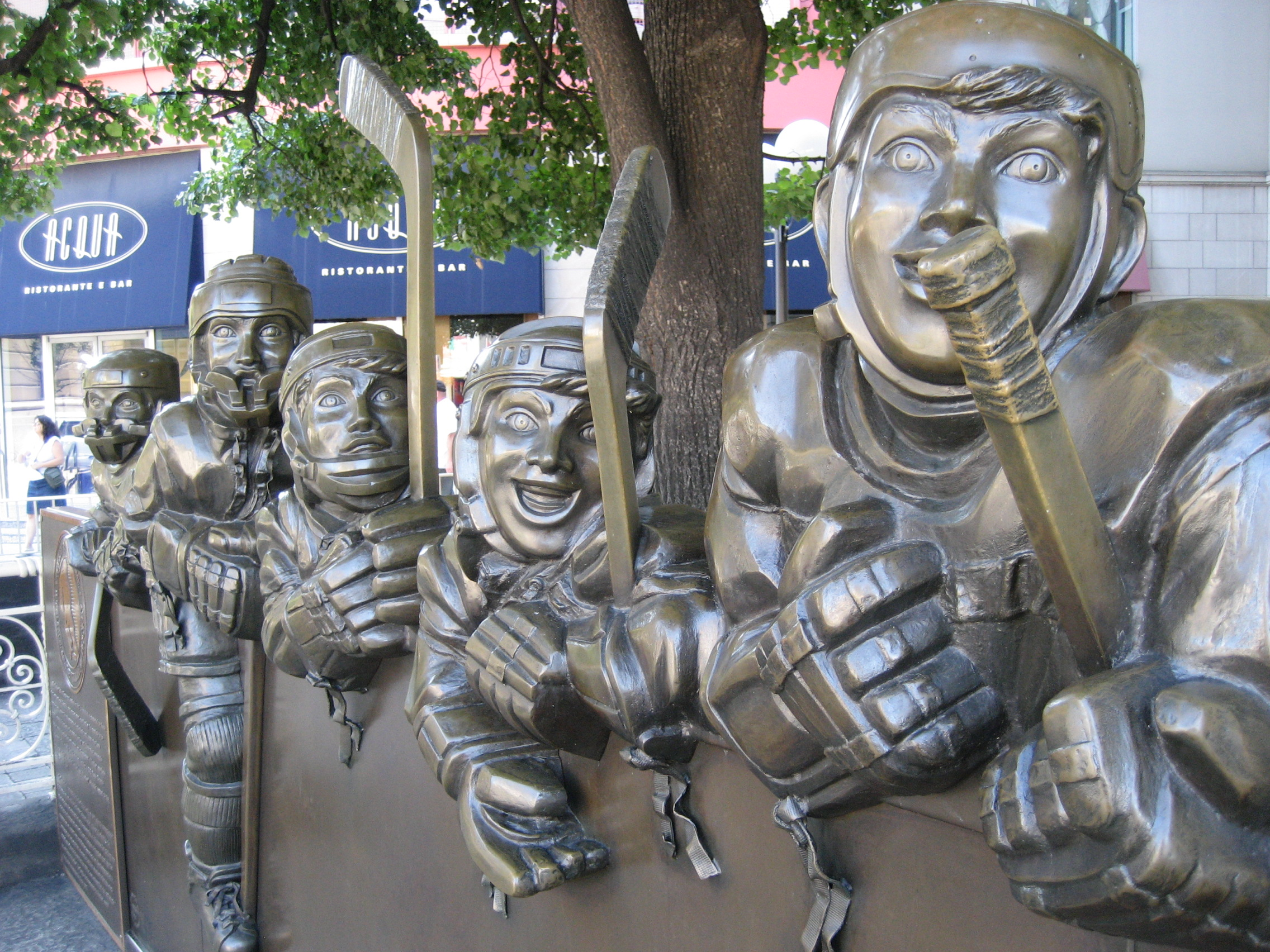
Скульптурна композиція при вході з Фронт-стріт

Історія Зали Слави хокею також багата на різного роду скандали. 
Зокрема, Френк Дж. Селке, який очолював виборчий комітет Зали з 1960 року, у 1971 році пішов у відставку з цієї посади через включення до Зали слави Гарві «Бушера» Джексона. Джексон, широко та не з найкращого боку відомий своїм способом життя поза хокейним майданчиком, помер в 1966 році від печінкової недостатності. Селке не хотів миритися з включенням Джексона та навіть намагався блокувати відповідне рішення комітету, оскільки вважав Джексона поганим прикладом для наслідування.
30 березня 1993 року, стало відомо, що Джил Стайн, який на той час був президентом Національної хокейної ліги, буде включений до Зали слави хокею. Відразу ж його було звинувачено у тому, що він ініціював власні вибори шляхом маніпуляцій у Раді директорів Зали. Через ці звинувачення, комісар НХЛ Гері Беттмен найняв двох незалежних юристів, Арнольда Бернса та Іва Фортьє, для проведення розслідування. Було з'ясовано, що Стайн «помилково керував процесом» і «створив іллюзію» того, що його кандидатуру висунув Брюс Маккнелл. Виявилося, що Стайн тиснув на Маккнелла, аби той номінував його, та відмовився відхилити свою кандидатуру, коли його попрохав так вчинити Беттмен. Врешті-решт Стайн був змушений відмовитися від включення до Зали слави.
1989 року, Ален Іглсон, виконавчий директор Асоціації гравців Національної хокейної ліги, був обраний до Зали слави в категорії видатних особистостей. Через дев'ять років він відмовився від членства у Залі слави після обвинувачень у поштовому шахрайстві та привласнюванні сотень тисяч доларів пенсійного фонду Асоціації гравців НХЛ. Заява про відставку надійшла за шість днів до голосування щодо його примусового виключення з числа членів Зали слави. Спочатку Зала слави не хотіла займатися вирішенням цієї проблеми, але була змушена діяти, коли десятки членів, включаючи Боббі Орра, Теда Ліндсея і Бреда Парка, провели кампанію з виключення Іглсона, навіть декларуючи готовність відмовитися від власного членства у разі неусунення Іглсона. Зрештою Ігслон став першим членом спортивних залів слави у Північній Америці, який подав у відставку.